# نجمة حمراء

نجمة حمراء

النجمة الحمراء ذات الخمسة أسهم (★) هي رمز فكري وديني هام، كانت تستخدم لأغراض مختلفة مثل: شعارات الدولة، الأعلام، الآثار، الحلي، والشعارات.

## أعلام

علم برمنغهام، ألاباما، الولايات المتحدة
علم قبرص الشمالية
علم ناغاساكي، اليابان
علم تونس
علم كاليفورنيا
علم نيوزيلندا
علم مقاطعة فاليه, سويسرا
علم جمهورية يوغسلافيا الاشتراكية الاتحادية
علم ثورة 1836 في ألتا كاليفورنيا, المكسيك
علم الرئاسة الأمريكي 1912
علم واشنطن العاصمة
علم الجزائر
علم بنما
علم كوريا الشمالية
علم مجلس التعاون الاقتصادي (كوميكون)
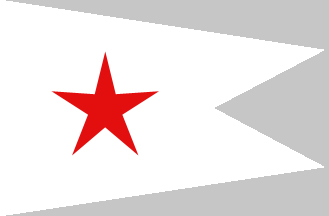
علم خط النجم الأحمر
علم رئيس أركان الجيش الملكي الإيطالي
علم الحرب في الاتحاد السوفيتي.
علم الجمهورية السورية الأولى.
علم زيمبابوي

## أوسمة

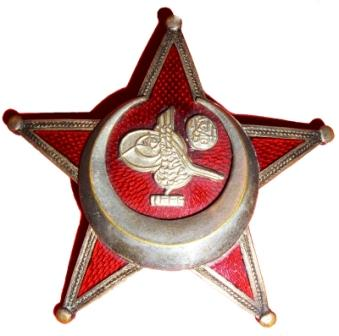
نجمة غاليبولي (الدولة العثمانية) (1815)
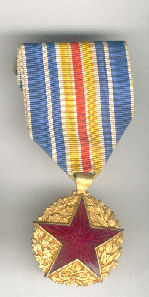
شارة الجنود الجرحى (فرنسا) (1915)
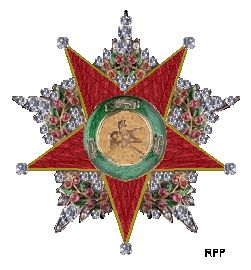
وسام الشفقة (الدولة العثمانية) (1878)
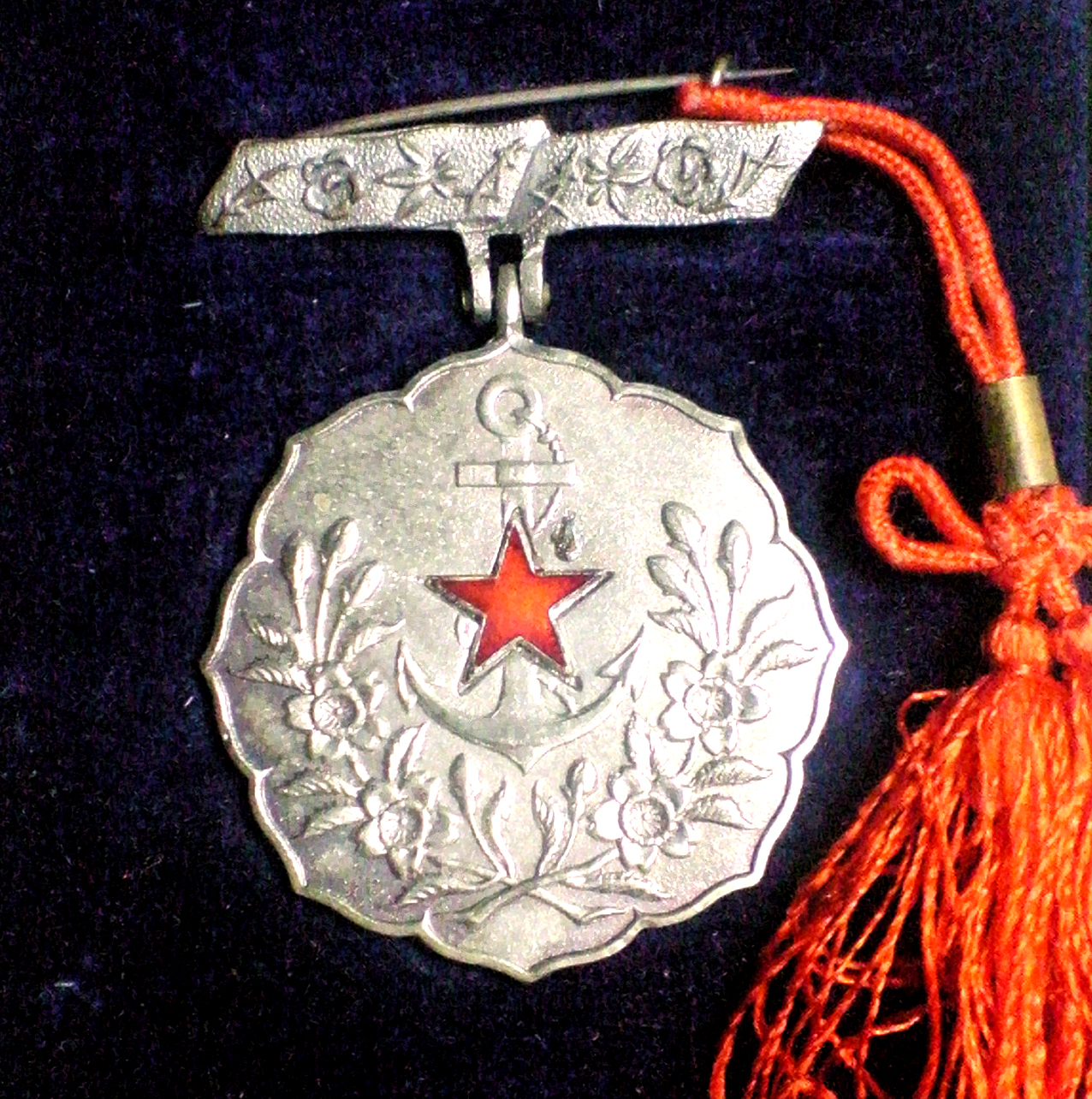
شارة المرأة الوطنية (اليابان)
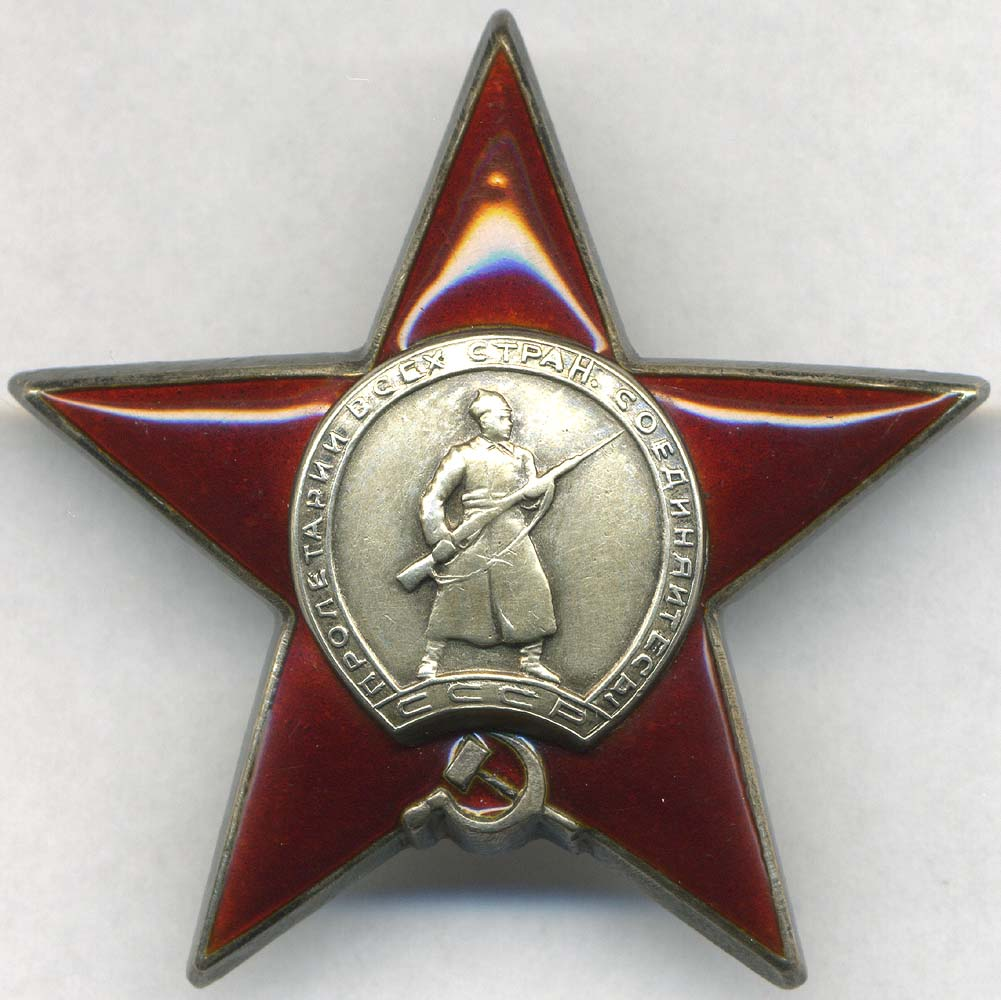
شارة النجم الأحمر السوفييتي (1930)
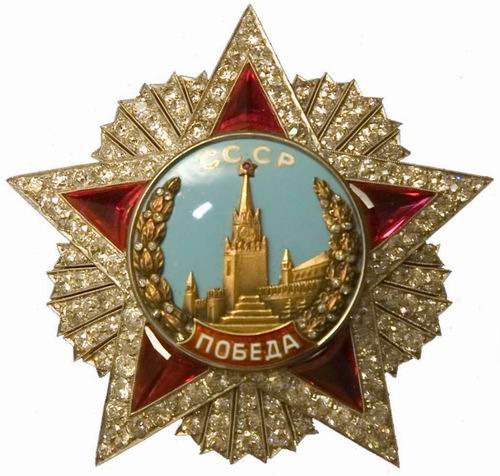
شارة النصر السوفييتية (1945)